# Roberto Silva Renard
Roberto Silva Renard (Santiago del Cile, 27 febbraio 1855 – Viña del Mar, 7 luglio 1920) è stato un generale e politico cileno.
Comandante dell'esercito del Cile, servì nella guerra del Pacifico e nella guerra civile cilena. Egli è per lo più ricordato come il capo militare responsabile  del massacro della scuola Santa María di Iquique, avvenuto il 21 dicembre 1907, in cui più di 2.000 minatori in sciopero furono uccisi, insieme con le loro mogli e figli.